# Гассанов Лев Гассанович
Гасса́нов Лев Гасса́нович (нар. 28 квітня 1936 — пом. 28 липня 2002) — український вчений в галузі обчислювальної та інформаційної техніки, доктор технічних наук, професор, член-кореспондент НАН України (з 18 травня 1990 року). Лауреат Державної премії СРСР і УРСР в галузі науки і техніки.

## Біографія
Народився 28 квітня 1936 року. Закінчив Київський політехнічний інститут. З 1974 по 1991 рік років очолював науково-виробниче об'єднання «Сатурн». Був членом Комітету по Державних преміях Української РСР в галузі науки і техніки при Раді Міністрів УРСР. Був громадським діячем, керував творчою спілкою радіотехніки, електроніки і зв'язку імені Попова, а потім 15 років — президент Союзу наукових та інженерних товариств Києва. Брав участь у розробці стратегічних і тактичних планів розвитку електронної промисловості СРСР. Після розвалу Союзу зайнявся підприємництвом, створив фірму «Квазар». Засновник Всеукраїнської асоціації пенсіонерів.
Помер 28 липня 2002 року.

## Наукова діяльність
Автор понад 340 наукових робіт і майже 70 винаходів і технічних розробок. Під його керівництвом кілька десятків молодих вчених стали кандидатами і докторами наук.

## Вшанування пам'яті

Меморіальна дошка

В Києві, на проспекті Леся Курбаса, 2-б, на фасаді ВАТ НВП «Сатурн», керівником якого був Лев Гассанов, встановлено гранітну меморіальну дошку.